# Rață cu ciuf

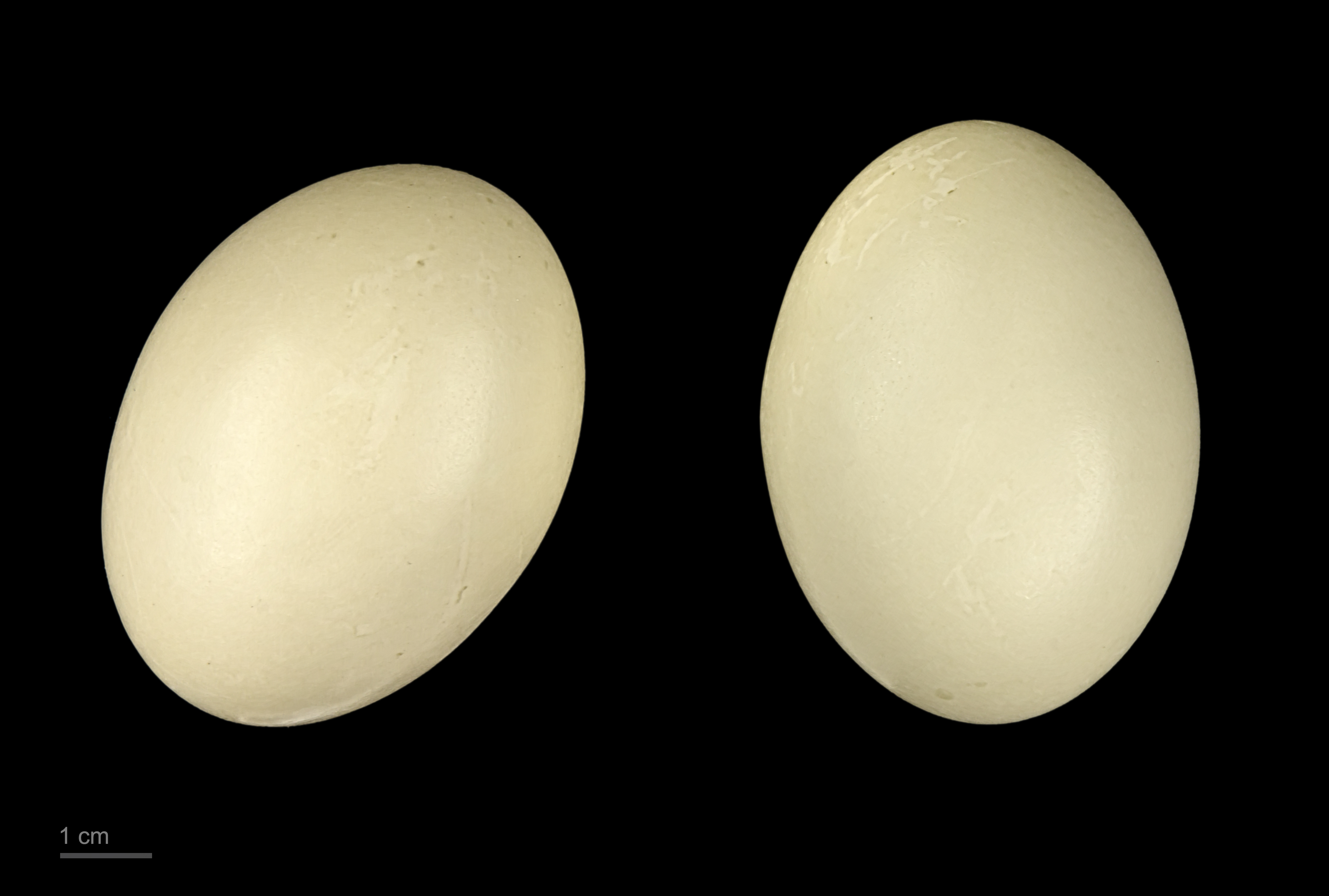
Netta rufina - MHNT

Rața cu ciuf (Netta rufina) este o specie de rață scufundătoare de mărime mare specifică sudului și vestului Europei, dar este întâlnită și în Asia Centrală. Atinge 55 cm lungime, are 85-90 cm anvergura aripilor și o greutate de până la 1 kg.  În România este oaspete de vară. 

## Descriere
Masculul are capul roșu și trupul negru, cu alb pe aripi, iar femela are un penaj brun-cenușiu șters. Prin luna mai depune șase până la zece ouă mari, pe care le clocește numai femela timp de 4 săptămâni. Cuibul este așezat pe un loc uscat. 